# East Bank
East Bank és una població dels Estats Units a l'estat de Virgínia de l'Oest. Segons el cens del 2000 tenia 933 habitants.

## Demografia
Segons el cens del 2000, East Bank tenia 933 habitants, 373 habitatges, i 276 famílies. La densitat de població era de 750,5 habitants per km².
Dels 373 habitatges en un 27,3% hi vivien nens de menys de 18 anys, en un 57,1% hi vivien parelles casades, en un 14,2% dones solteres, i en un 26% no eren unitats familiars. En el 23,1% dels habitatges hi vivien persones soles el 13,1% de les quals corresponia a persones de 65 anys o més que vivien soles. El nombre mitjà de persones vivint en cada habitatge era de 2,5 i el nombre mitjà de persones que vivien en cada família era de 2,95.
Per edats la població es repartia de la següent manera: un 22,7% tenia menys de 18 anys, un 9,3% entre 18 i 24, un 23,7% entre 25 i 44, un 26,8% de 45 a 60 i un 17,5% 65 anys o més.
L'edat mediana era de 41 anys. Per cada 100 dones de 18 o més anys hi havia 83 homes.
La renda mediana per habitatge era de 35.341 $ i la renda mediana per família de 39.545 $. Els homes tenien una renda mediana de 35.521 $ mentre que les dones 22.045 $. La renda per capita de la població era de 18.419 $. Entorn del 9,2% de les famílies i el 12% de la població estaven per davall del llindar de pobresa.

## Poblacions més properes
El següent diagrama mostra les poblacions més properes.